# Авні-Паша
Хусейн Авні Паша (тур. Hüseyin Avni Paşa; 1820 — 15 червня 1876) — османський маршал, Великий візир Османської імперії. Член організації нових османів.

## Біографія
Хусейн Авні Паша народився у 1820 році в селі Гелендост поблизу турецького міста Испарта.
З 1837 по 1849 роки Авні Паша отримував військову освіту у військовій школі. Після закінчення освіти Хусейн став на військову службу в званні офіцера.
У 1858 року став начальником вищої військової школи, потім обійняв посаду начальника всіх військових навчальних закладів у країні.
В липні 1863 року у званні маршала призначається командувачем першої армії, в січні 1868 року був призначений головою військової ради.
Під час повстання на Криті 7 березня 1867 року Авні Паша був спрямований на острів. 
9 лютого 1869 року отримав посаду начальника генерального штабу.
Між 16 лютого 1874 і 26 квітня 1875 року Авні Паша перебував на посаді Великого візира.
Хусейн Авні Паша був одним з учасників відсторонення від влади султана Абдул-Азіза та великого візира Мідхат-паші. 15 червня 1876 року Хусейн Авні Паша був убитий родичем поваленого султана, який звинуватив його у вбивстві Абдул-Азіза.